# Штош, Альбрехт фон
Альбрехт фон Штош (нем. Albrecht von Stosch; 20 апреля 1818, Кобленц — 29 февраля 1896, Миттельгейм) — германский политический, военный и военно-морской деятель, генерал от инфантерии (22 марта 1875), государственный министр Пруссии в 1872—1873 годах и первый руководитель Императорского адмиралтейства.

## Биография
Происходил из старинного силезского дворянского рода, перешедшего в протестантскую веру.
В 1829 году поступил в кадетский корпус, в 1835 году получил звание лейтенанта, с 1839 по 1842 год учился военном училище.
С 1844 по 1847 год служил топографом при прусском генеральном штабе, затем продолжил службу при штабе. В 1856 году был повышен в звании до майора, в 1861 году — до полковника с одновременным назначением начальником штаба IV армейского корпуса.
15 июня 1866 получил звание генерал-майора и во время войны 1866 года был назначен обер-квартирмейстером.
В 1866—1870 годах заведовал хозяйственным департаментом прусского военного министерства.
26 июля 1870 года был повышен до генерал-лейтенанта и во время Франко-прусской войны 1870—1871 годов исполнял обязанности генерал-интенданта, а после окончания войны некоторое время (до 25 октября 1870 года) был начальником штаба оккупационных войск во Франции. За заслуги, проявленные во время этой войны, ему было выплачено 100 000 талеров.
С 1 января 1872 по 20 марта 1883 года Штош был руководителем Императорского адмиралтейства и одновременно министром без портфеля прусского правительства и членом союзного совета. С 1872 года до конца жизни был депутатом прусского ландтага. В 1883 году ушёл в отставку со всех постов, кроме депутатского, из-за разногласий с Отто фон Бисмарком. Владел также собственным винодельным заводом в Рейнгау.
Штош известен своим большим вкладом в развитие германских военно-морских сил: его усилиями были созданы морская обсерватория, имперское гидрографическое бюро и Прусская военно-морская академия. Он также способствовал увеличению числа кораблей в германском военно-морском флоте и внедрению на флоте той же дисциплины, что и в армии, из-за чего нередко находился в конфликте с другими германскими адмиралами. Уже в 1877 году в его честь был назван корабль SMS Stosch.